# 西亜利沙
西 亜利沙（にし ありさ、2004年5月29日 - ）は、日本の女子ラグビーユニオン選手。

## プロフィール
- ポジションはスタンドオフ(SO)、センター(CTB)。
- 身長 164cm、体重 63kg

## 略歴
2023年、関東学院六浦高校卒業後、立教大学に入る
。
2024年、パリ2024五輪の7人制女子日本代表内定選手に選ばれた。なお立教大学在学中の五輪代表入りは26年振り。